# オシロスピラ科
オシロスピラ科 (Oscillospiraceae) は、クロストリジウム綱に属する細菌の科である。オシロスピラ科はすべて偏性嫌気性菌である。ただし、この科の細菌の形状は多様で、棒状の桿菌や球菌のものもある。
オシロスピラ科の中でフィーカリバクテリウム プラウスニッツィイ（Faecalibacterium prausnitzii）は、ヒトの腸内細菌叢の豊富な共生細菌として注目されている。 さらに、ルミノコッカス属の数種類の細菌がヒトの腸内で発見されている。
なお、ルミノコッカス科は、オシロスピラ科の同義語である。